# يوسوكي ميياجي
يوسوكي ميياجي (باليابانية: 宮路 洋輔) (12 يونيو 1987 في ميازاكي في اليابان – )؛ هو لاعب كرة قدم ياباني سابق كان يلعب كمدافع.

## وصلات خارجية
- يوسوكي ميياجي على موقع رابطة كرة القدم اليابانية للمحترفين (اليابانية)
- يوسوكي ميياجي على موقع قاعدة بيانات كرة القدم.إي يو (الإنجليزية)
- يوسوكي ميياجي على موقع Soccerway.com (الإنجليزية)
- يوسوكي ميياجي على موقع عالم كرة القدم.نت (الإنجليزية)